# Conostomium
Conostomium es un género con seis especies de plantas con flores perteneciente a la familia Rubiaceae. Se encuentra desde Etiopía hasta el sur de África.

## Especies
- Conostomium gazense
- Conostomium longitubum
- Conostomium microcarpum
- Conostomium natalense
- Conostomium quadrangulare
- Conostomium zoutpansbergense